# Pesqueiras (Orense)
Pesqueiras es un lugar español situado en la parroquia de Pedrouzos, del municipio de Castro Caldelas, en la provincia de Orense, Galicia.

## Situación
Pesqueiras se encuentra al pie de la Sierra do Burgo, en el sudoeste del municipio de Castro Caldelas, lindando con el ayuntamiento de Montederramo.

## Demografía
Ha sido durante tiempo la aldea con mayor número de habitantes de la parroquia de Pedrouzos. 
| Gráfica de evolución demográfica de Pesqueiras entre 2000 y 2022 |
|                                                                  |
| Datos según el nomenclátor publicado por el INE.                 |

## Descripción y lugares de interés
Pesqueiras es una aldea típica del rural gallego. Dedicada tradicionalmente a la ganadería vacuna, a su alrededor podemos ver amplios prados verdes dedicados, en su mayoría, al pasto del ganado. Sus casas son la típica vivienda gallega del rural, en las cuales se puede observar la vivienda en el primer piso, mientras la planta baja queda dedicada al ganado y a otras funciones relacionadas con el trabajo en el campo, aunque este fenómeno es difícilmente apreciable en la mayoría de las viviendas actuales. 
Posee dos fuentes, de las cuales se obtiene agua procedente de un manantial, ambas poseen una construcción, una de ellas de fechas recientes.
La Capela das Neves (Capilla de las Nieves, en castellano), se encuentra a las afueras de la aldea, en medio del monte. Es una capilla, de un tamaño superior al habitual en este tipo de construcciones, que fue erigida en honor a la Virgen de las Nieves, cuya imagen alberga los días de festividad de esta Virgen (5 de agosto).